# Плазма крові
Плазма крові — рідка частина крові, що містить розчинені у воді іони, неорганічні й органічні речовини, зокрема білки, вуглеводи, солі, біологічно активні речовини (гормони, цитокіни, вітаміни тощо), а також продукти клітинної дисиміляції, які підлягають виведенню із організму. У людей вона становить близько 55-60 % об'єму крові. Плазма крові, проходячи через кровоносні капіляри, безперервно отримує і віддає різні речовини, але її склад залишається відносно стабільним.

## Загальна характеристика (людина)
Плазма становить 5 % маси тіла людини: для чоловіка вагою 70 кг маса плазми становить 3,5 кг. При збиранні крові в лабораторії та відділенні формових елементів крові й згустку, що утворюється при зсіданні крові, залишається рідина — сироватка. Вона відрізняється від плазми за відсутністю фібриногену, факторів зсідання II, V, VIII та має більше серотоніну внаслідок розпаду тромбоцитів.
Склад плазми:
- Вода — 90 %
- Білки — 7,8 %
- Жири — 0,8-1 %.
- Глюкоза — 0,12 %. При зниженні — підвищується збудження клітин головного мозку (судоми), порушується кровообіг, дихання, настає смерть.
- Сечовина та сечова кислота — 0,05 %.
- Мінеральні солі — 0,9 %, з них найбільше припадає на долю NaCl, солі Са, К, Mg. Ця концентрація підтримується на сталому рівні.

## Білки плазми
Плазма містить три основні фракції білків: альбуміни, глобуліни, фібриноген. Стінки капілярів відносно непроникні для білків, тому білки плазми утворюють онкотичний тиск близько 25 мм рт. ст., утримуючи воду в плазмі. Порушення цієї функції, зокрема при голодуванні, коли зменшується кількість білків у плазмі, вода переходить з крові до тканин, утворюючи голодні набряки. Білки плазми також утворюють до 15 % буферної ємності крові завдяки іонізації СООН- і NH2- груп. До глобулінів належать антитіла, які знешкоджують мікроби і відповідають за імунітет. Білки створюють певну в'язкість крові, яка зростає при втраті води (потіння, пронос), що може привести до утворення тромбів. Фібриноген та фактори зсідання крові — беруть участь у зсіданні крові. Білки-транспортери також переносять поживні речовини, продукти розпаду білків та нуклеїнових кислот, гормони, мікроелементи, вітаміни. Зокрема альбумін може зв'язуватись з металами, йонами, жирними кислотами, амінокислотами, білірубіном, ферментами, тощо.
Антитіла, що являють собою γ-глобуліни, продукуються плазмоцитами, більшість інших білків плазми синтезується у печінці.
У плазмі знаходяться такі білки: альбумін, орозомукоїд, α1-антипротеаза, α-фетопротеїн, α2-макроглобулін, антитромбін, церулоплазмін, С-реактивний білок, гаптоглобін, гемопексин, трансферин, аполіпопротеїн B, ангіотензиноген, антитромбін С тощо.

## Буферні системи плазми
Буферні системи крові являють собою слабкі кислоти та їхні солі, які підтримують сталою кислотно-основну реакцію плазми. Нормальний рівень pH плазми коливається близько 7,2-7,4.
До органічних буферних систем плазми належать білковий буфер та гемоглобіновий буфер.
Неорганічні системи — це карбонатний та фосфатний буфери.

## Згортання крові
У плазмі в розчинному вигляді перебувають фактори згортання крові. При пошкодженні судин відбувається каскад реакцій, у результаті яких утворюється кров'яний згусток. Задача цього згустку — запобігти крововтраті та забезпечити збереження рідкої плазми у судині. У кровоносних судинах весь час підтримується певний баланс між коагуляцією (згортанням) та антикоагуляцією.